# Lavrentyij Pavlovics Berija
Lavrentyij Pavlovics Berija (oroszul: Лавре́нтий Па́влович Бе́рия, grúzul: ლავრენტი ბერია; Merheuli, 1899. március 29. – Moszkva, Oroszországi SZSZSZK, 1953. december 23.) grúz származású szovjet politikus, 1938-tól 1946-ig a Szovjetunió Belügyi Népbiztosságának (NKVD) népbiztosa, majd 1946-tól 1953-ig a Szovjetunió Belügyminisztériumának (MVD) minisztere, 1953-ban a Szovjetunió Minisztertanácsának elnökhelyettese.

## Élete
Merheuliban, Szuhumi közelében, Abházia (Grúzia) területén a megrél (más formában mingrél) nép tagjaként született. Berija grúz ortodox vallású családban nőtt fel. Édesapja Pavel Huhajevics Berija földművelő volt. Édesanyja Marta Ivanovna mélyen vallásos, templomba járó asszony volt, aki özvegyi sorsra jutott, mielőtt férjhez ment volna Berija apjához.
- 1917-ben (1919?) belépett a Kommunista Pártba.
- 1921 és 1931 között a kegyetlenségeiről hírhedt szovjet állambiztonsági szolgálat, a CSEKA vezetője volt Grúziában.
- 1938-ig a Grúz Kommunista Párt első titkára volt.
- 1938 és 1946 között belügyi és állambiztonsági népbiztos (az NKVD rettegett főnöke), a sztálini koncepciós perek egyik legfőbb felelőse volt.
- 1945-től a Szovjetunió marsallja volt.
- 1946 és 1953 között miniszterelnök-helyettes volt.
- 1953-ban belügyi és állambiztonsági miniszter volt. (Ekkor az NKVD átalakult, új neve KGB lett.)

## Tevékenysége

### Hatalomra kerülése
1919-ben, 20 évesen a karrierje az Azerbajdzsáni Demokratikus Köztársaság biztonsági szolgálatában kezdődött. Bár állítása szerint már 1917-ben belépett a bolsevikek közé, Bakuban a bolsevik-ellenes Müsavat pártnak dolgozott. Amikor a Vörös hadsereg a várost 1920 április 28-án elfoglalta, az agyonlövéstől csak az mentette meg, hogy nem volt idő megszervezni a kivégzést és a pozíciójában dolgozó cseréjét. A börtönből később egy vonatra felszökve menekült.
1920-ban a Cseka (ЧК) tagja lett, ami az első bolsevikek vezette titkosrendőrség volt, mely aktívan részt vett a mensevikek által irányított Grúzia (Grúz Demokratikus Köztársaság) belharcaiban, melybe később a Vörös Hadsereg inváziója is bekapcsolódott. Az ezt követően alakult Grúz Szovjet Szocialista Köztársaság átnevezett titkosrendőrségének (OGPU) Berija alelnöke lett.
Az 1924-es grúz nacionalista felkelés leverése során több mint 10 000 embert végeztek ki a Grúz OGPU emberei. 1924-27 között Berija a Kaukázusontúli Szovjet Szövetségi Szocialista Köztársaság OGPU vezetője lett, majd 1926-tól annak helyettes elnöke, valamint a Grúz OGPU elnöke.

### Kapcsolata Sztálinnal
Sztálinnal 1931 nyarán találkozott, mikor annak 6 hetes tskaltuboi pihenésének biztonsági felügyeletét biztosította; míg Sztálin elégedetlen volt a helyi pártvezetőkkel, elismerősen nyilatkozott Berijáról.
…

### A nagy tisztogatás
A kommunista párt és a szovjet kormány tagjai tömeges letartóztatásának első néhány évében, amely Szergej Kirov leningrádi pártfőnök meggyilkolása (1934. december 1.) után kezdődött, Berija azon kevés regionális pártvezetők egyike volt, akiket elég kegyetlennek tartottak ahhoz, hogy külső beavatkozás nélkül megtisztítsa az irányítása alatt álló régiót. 1936. július 9-én az Örmény Kommunista Párt Központi Bizottságának első titkárát, Agaszi Handzsant golyó ütötte sebből holtan találták. Hivatalosan bejelentették, hogy öngyilkosságot követett el, és visszamenőleg a nép ellenségeként jelentették fel, de 1961-ben a KGB akkori vezetője, Alexander Seljepin arról számolt be, hogy Berija gyilkolta meg.
…

### Az NKVD vezetője
…

### A háború után
…

### Sztálin halála
…

### Sztálin halála után
Berija Sztálin halála után egyike volt a Szovjetunió első 4 emberének, Malenkov, Hruscsov és Molotov mellett.
A Sztálin által elindított egyes megtorlások leállításában (lásd például: fehér köpenyes gyilkosok pere vádlottainak kiengedése, egyes deportáltak hazaengedése a gulagról) Berija kezdeményező szerepet játszott, de ellenfelei azzal vádolták, hogy így akart zűrzavart okozni az országban, hogy később rendteremtőként léphessen fel. Ugyanis több százezer köztörvényes bűnöző amnesztiájáról is döntött, de valószínűleg csak azért, hogy a bűnözők felbukkanásától megijedt állampolgárok szemében jobb színben tűnjön fel. Nem sokkal később ugyanis rendelettel tiltotta ki a szabadon eresztett rabokat a városokból, és rendőri erővel lépett fel ellenük.
1953 májusában parancsot adott a szovjet hidrogénbomba kipróbálásra.
1953. június 13-án még kioktathatta a pártküldöttség élén Moszkvába rendelt Rákosi Mátyást, és kifejezetten a mindenki számára váratlanul odarendelt Nagy Imrét neveztette ki miniszterelnöknek. Berija a vita során nem titkolta: Nagy Imre mellett szól, hogy nem zsidó, s erős hangon odaszólt Rákosinak, hogy „Magyarországnak még nem volt zsidó királya”. Azonban június végére ő lett a hatalmi harc első áldozata. A kelet-berlini felkelés hatására legfőbb szövetségese, Malenkov miniszterelnök is elpártolt mellőle, így az SZKP KB 1953. június 26-ai plénumán „kapitalista ügynök”-nek titulálták, megfosztották tisztségeitől, és Georgij Zsukov marsall, honvédelmi miniszter más főtisztek segítségével azonnal letartóztatta. Berija elfogását a Pravda csak 1953. július 10-én jelentette be. A hivatalos verzió szerint letartóztatása után elítélték, majd 1953. december 23-án kivégezték.
Egyesek, többek között Berija fia Szergej Berija („Szergo”) is azt állítják, hogy Beriját a letartóztatásakor mindenféle per nélkül azonnal agyonlőtték. Ez valószínűtlen, ugyanis előkerültek olyanok, akik Berija decemberi tárgyalásán tanúskodtak. Más források azonban továbbra is kiállnak amellett, hogy Beriját még a letartóztatása napján, vagy legkésőbb egy-két nappal utána agyonlőtték. Ezt a történetet maga Hruscsov terjesztette.
Hruscsov Pavel Batyickij vezérezredest, a Moszkvai Katonai Kerület első parancsnok-helyettesét bízta meg, hogy személyesen végezze ki Beriját. Ronggyal kellett betömni a száját, hogy elhallgasson, annyira zokogott és a földön térdelve könyörgött az életéért, mielőtt fejbe lőtték. Testét elhamvasztották és a Moszkva melletti Donszkoj-kolostor temetőjének 3. számú sírjába temették. Halála után az emlékét is igyekeztek eltörölni. A Nagy szovjet enciklopédia előfizetőinek levélben küldtek egy bővített Bering-tenger szócikket, hogy ollózzák ki a Berijáról szólót és azt ragasszák a helyére.
Berija életének utolsó szakaszában sok a tisztázatlan kérdés, az ellentmondás.
Állítólag hajlandó lett volna lemondani Kelet-Németországról (akkori NDK), és enyhíteni a kelet-európai kommunista országok ellenőrzésén, cserébe egy Marshall-segélyhez hasonló masszív nyugati gazdasági segítségért.
Történészek szerint Nagy Imre felemelkedése 1953-ban Berija (és Malenkov) szerepe ideiglenes felértékelődésének eredménye. 
Később, 1989-ben felmerült az a vád, hogy Nagy Imre a szovjet emigráció időszakában „Vologya” fedőnéven az OGPU, illetve az NKVD ügynökeként tevékenykedett, s az OGPU tisztjeként részt vett a cári család meggyilkolásában. Amennyiben ez így volt, akkor Berija volt a főnöke. Azóta – ugyan forrás nélkül – állítólag bebizonyosodott, hogy az ezt „bizonyító” aktát Grósz Károly állíttatta össze Nagy Imre lejáratása érdekében.
Az viszont nem kétséges, hogy Sztálin halála után 1956-ig a magyar politikai vezetők sorsa a moszkvai hatalmi harcoktól függött.

## Szexuális ragadozó
Berija 1953-as tárgyalásán kiderült, hogy számos nemi erőszakot követett el az NKVD vezetőjeként töltött évek alatt. Montefiore arra a következtetésre jutott, hogy az információk „egy szexuális ragadozóról árulkodnak, aki hatalmát arra használta, hogy megszállott romlottságban élje ki magát.” A bizonyítékok ellenére a szexuális visszaélések vádját felesége, Nina és fiuk, Sergo vitatta.
…

## Díjai

### Szovjetunió
…

### Mongólia
…

## Művei magyarul
- A kaukázusontúli bolsevik szervezetek történetéhez; ford. S. Nyirő József, átnézte Bolyai Ernő; Szikra, Bp., 1950
- A Nagy Októberi Szocialista Forradalom 34. évfordulója; Szikra, Bp., 1951 (Nemzetközi kérdések)
- Beszéd az SzKbP 19. kongresszusán. 1952. október 7.; Politikai, Bukarest, 1952
- A Nagy Októberi Szocialista Forradalom 34. évfordulója. A középfokú politikai iskolák hallgatói és propagandistái számára; Szikra, Bp., 1952